# Egnatia Mariniana
Egnatia Mariniana was waarschijnlijk de vrouw van de Romeinse keizer Valerianus en de moeder van keizer Gallienus en diens broer Valerianus Minor.
Er zijn verschillende munten gevonden met de legenda  DIVAE MARINIANAE . Deze munten dateren uit het begin van de regeerperiode van Valerianus en Gallienus. Gezien de praktijk van het vergoddelijken van vrouwen die eerder stierven dan hun keizerlijke echtgenoten is het mogelijk dat Mariniana reeds voor de troonsbestijging van haar man in 253 was overleden.
Voorheen werd aangenomen dat Egnatius Victor Marinianus, die zowel legaat van Arabia Petraea als van Moesia Superior was geweest, de vader van Mariniana was. Meer recent is echter gepostuleerd dat zij een dochter was van Lucius Egnatius Victor (suffect consul voor het jaar 207) en dat zij daarom geen dochter, maar een zuster van Egnatius Victor Marinianus was.

## Voetnoten
1. ↑   Mennen, blz. 102